# Anton Hausmann

Anton Hausmann

Anton Hausmann (* 11. Juni 1899 in Schönbach im Egerland; † 23. Juli 1960 in Stephanskirchen bei Rosenheim) war ein sudetendeutscher Politiker (NSDAP).

## Leben und Wirken
Nach dem Besuch der Volksschule in Schönbach und des Gymnasiums in Eger nahm Hausmann ab 1917 als Kriegsfreiwilliger am Ersten Weltkrieg teil, in dem er an der Italienfront, in Görz, Siebenbürgen und im Grappagebiet eingesetzt wurde. Nach seiner Entlassung im Oktober 1918 studierte er Rechtswissenschaften an der Universität Prag.
Seit 1921 betätigte sich Hausmann als Schriftsteller. Politisch begann er sich zu dieser Zeit in der völkischen Bewegung in den Sudetengebieten zu betätigen, so im Deutschen Turnverband. Von 1931 bis zur Auflösung der Deutschen Nationalsozialistischen Arbeiterpartei (DNSAP) war er erster Bürgermeisterstellvertreter der Stadt Tetschen. Im Oktober 1933 trat er in die Sudetendeutsche Heimatfront von Konrad Heiden ein, um sich fortan als Funktionär in der Sudetendeutschen Partei zu betätigen.
Nach der Annexion der Sudetengebiete durch das Deutsche Reich im Herbst 1938 trat Hausmann zum 1. November 1938 der NSDAP bei (Mitgliedsnummer 6.433.522), wurde im selben Monat Beauftragter der NSDAP zum Aufbau von Kreisen für die Partei und war danach bis 1942 Kreisleiter in Tetschen. Anlässlich der am 4. Dezember 1938 durchgeführten Nachwahl zu dem im April 1938 gewählten Reichstag, zog Hausmann als Abgeordneter für die Sudetengebiete in den nationalsozialistischen Reichstag ein, dem er bis zum Ende der NS-Herrschaft im Frühjahr 1945 angehörte.
Von 1942 bis 1945 war Hausmann Kreisleiter in Troppau. In dieser Eigenschaft fiel er vor allem durch seine repressive Politik gegenüber der tschechischen Bevölkerung auf die, so Hausmann „zu arbeiten, zu arbeiten und nochmals zu arbeiten, sonst aber still zu sein“ hätte. In der SS erreichte er 1943 den Rang eines Obersturmführers (SS-Nummer 337.808). Ab August 1944 war er zudem Gauamtsleiter bei der Gauleitung Sudetenland.